# Giuliano Dati
Giuliano Dati (Florencia, c. 1445-Roma, 29 de diciembre de 1523) fue un poeta y obispo italiano.

## Vida

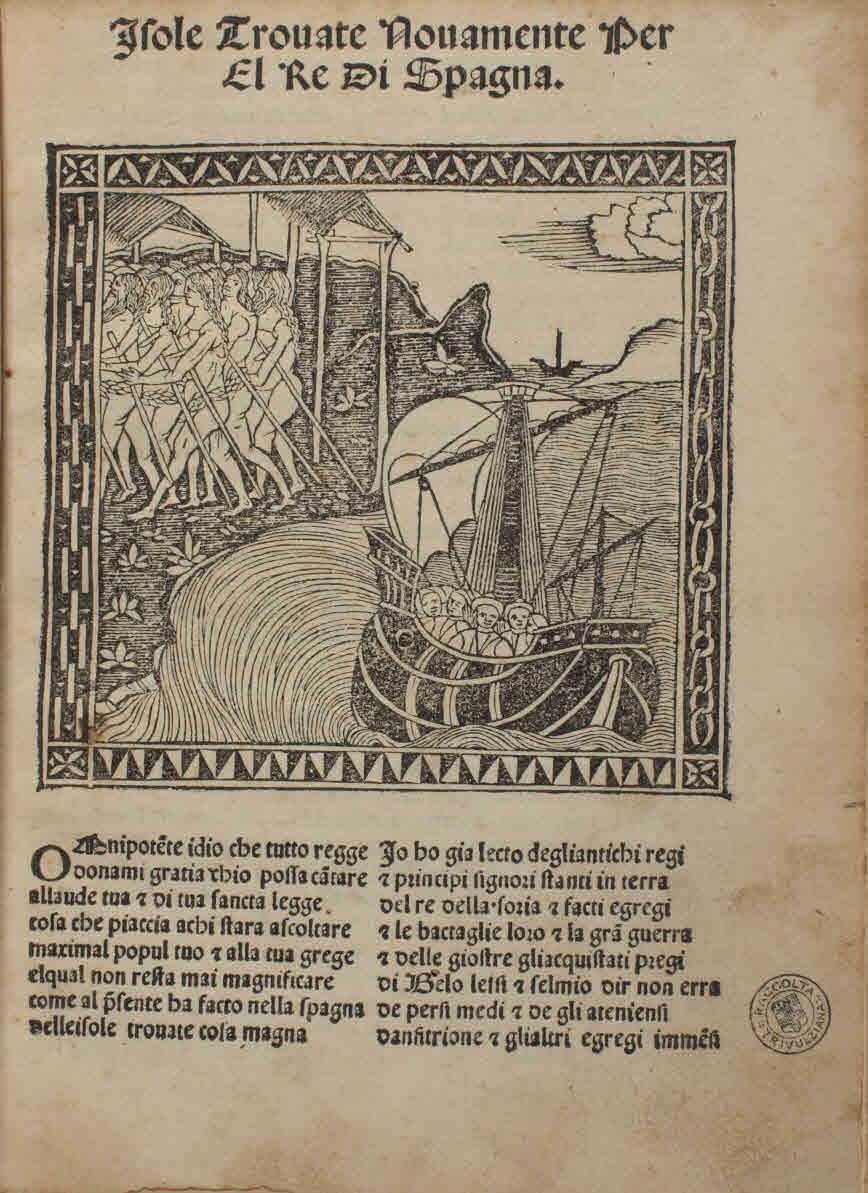
Íncipit de Lettera delle isole nuovamente trovate

Nacido en Florencia hacia 1445, fue obispo de San Leone (hoy territorio de Scandale, en Calabria) desde 1518 hasta 1523.
Fue autor de numerosas obras en verso, entre ellas una adaptación en rima de la carta en la que Cristóbal Colón anunció el Descubrimiento de las Indias a Gabriel Sánchez, titulada Carta de las islas recién descubiertas (Lettera delle isole nuovamente trovate, Roma, 1493), y un poemita titulado La gran magnificencia del Preste Juan (La gran magnificentia del Prete Gianni, Roma, 1493-1494).
Falleció en Roma el 29 de diciembre de 1523; y su cuerpo fue enterrado en la iglesia de los Santos Silvestre y Dorotea.

## Obras
- Historia di sancta Maria de Loreto (en italiano). Roma. 1492.
- Leggenda di san Biagio (en italiano). Roma: Andreas Freitag. 1492.
- Calculazione delle ecclissi (en italiano). Roma: Johann Besicken. 1493.
- Lettera delle isole nuovamente trovate (en italiano). Roma: Eucharius Silber. 1493.. Una edición posterior a 1495, impresa en Florencia, se encuentra digitalizada en la BEIC y está transcrita en Wikisource.
- Aedificatio Romae (en italiano). Roma: Johann Besicken & Sigmund Mayr. 1494.
- Secondo cantare dell'India (en italiano). Roma: Johann Besicken & Sigmund Mayr. 1494.
- Trattato di Scipione Africano (en italiano). Roma: Johann Besicken & Sigmund Mayr. 1494.
- Del diluvio di Roma del 1495 (en italiano). Roma: Eucarius Silber. 1495.
- La magnia lega (en italiano). Roma: Johann Besicken. 1495.
- Leggenda di santa Barbara (en italiano). Roma: Johann Besicken & Sigmund Mayr. 1495.
- Stazioni e indulgenze di Roma (en italiano). Florencia. 1495.
- Storia di santo Iob profeta (en italiano). Florencia: Lorenzo Morgiani & Johann Petri. 1495.
- Trattato di San Giovanni Laterano (en italiano). Roma. 1499.